# Gears of War (spelserie)
Gears of War är en spelserie av tredjepersonsskjutare till Xbox 360 och PC. Spelen har utvecklats av Epic Games, People Can Fly och The Coalition, med Microsoft som utgivare. Serien har varit väldigt framgångsrik kommersiellt, och hade 2012 sammanlagt sålts i över 19 miljoner exemplar. Gears of War 3 sålde ensamt 3 miljoner kopior under sin första vecka på marknaden.

## Titlarna
Hittills har det släppts fem spel i serien.
- 2006 – Gears of War (Xbox 360 och PC)
- 2008 – Gears of War 2 (Xbox 360)
- 2011 – Gears of War 3 (Xbox 360)
- 2013 – Gears of War: Judgment (Xbox 360)
- 2016 – Gears of War 4 (Xbox 360, PC och Xbox One)
- 2019 – Gears 5 (Xbox One, PC)